# Berri Txarrak
Berri Txarrak est un groupe basque de rock alternatif, originaire de Lekunberri, en Navarre, au pays basque. Leurs morceaux sont chantés en basque.

## Biographie
Berri Txarrak, qui signifie « mauvaises nouvelles » en euskara, est formé en 1994 autour de Gorka Urbizu, Aitor Goikoetxea (qui jouaient alors ensemble dans le groupe Nahi Ta Nahiez), Mikel López et Aitor Oreja, jusqu'à ce que dernier quitte le groupe en 2005 juste après la tournée qui suivit la sortie de leur quatrième album Libre©,,,. Après le départ de Aitor Oreja, la formation décide de continuer à jouer sans chercher de nouveau guitariste. En mai 2008, le bassiste Mikel López quitte le groupe pour des raisons personnelles, et est remplacé par David González. En août 2010, Aitor Goikoetxea quitte Berri Txarrak estimant qu'il est temps pour lui de se lancer dans d'autres projets et est remplacé Galder Izaguirre, l'ex-batteur de Kuraia et de Dut.
Leurs trois premiers albums (Berri Txarrak, Ikasten et Eskuak/Ukabilak) développaient un style musical qui mélangeait le punk rock, le hardcore et le métal. Avec Libre©, en 2003, ils introduisent plus d'éléments mélodiques sans pour autant perdre la force des autres albums. Ce disque est bien accueilli par les critiques et est nommé meilleur album de l'année par les magazines Rock Sound et Euskadi Gaztea. 
Leur cinquième album, Jaio.Musika.Hil, leur permet de faire une tournée internationale de trois ans aux États-Unis, au Nicaragua, au Mexique, à Taïwan et au Japon (ils jouent en ouverture du Fuji Rock Festival en 2008) et de sillonner l'Europe à de multiples occasions. Cette tournée a donné lieu à la sortie d'un documentaire rock publié au format DVD en 2007, sous le nom Zertarako amestu: Jaio.Musika.Hil egunak. 
Le groupe signe chez Roadrunner Records en 2009, mettant ainsi fin à leur collaboration avec GOR Discos. Le sixième album Payola, sorti en septembre 2009, est enregistré dans les studios de l'Electrical Audio à Chicago par Steve Albini, producteur de groupes tels que les Pixies ou Nirvana. Durant l'enregistrement, ils font participer Tim McIlrath, chanteur de Rise Against, sur leurs chansons Folklore et Achtung. Berri Txarrak avait assuré la première partie de Rise Against, durant leur tournée européenne, et Tim McIlrath avait déjà donné sa contribution au titre Denak ez du balio. L'album est publié en formats CD, puis vinyle à la fin de l'année.
Le 24 novembre 2017 sort l'album Infrasoinuak. 
Après 25 ans de carrière ininterrompue, le groupe décide en 2019 d'entamer une tournée d'adieu nommée "ikusi arte tour". Gorka Urbizu estimant qu'il était temps pour lui de prendre du recul et de se consacrer à de nouveaux projets.

## Collaborations
Le groupe collabore avec plusieurs de ses pairs comme avec Boikot (Stop censura), Kauta (Mezulari izan nahi dut), Kerobia (Zuen tragediak), Muted (Ez naiz gai), Dikers (Aprende a desconfiar), Habeas Corpus (Por una vez), KOP (Sols el poble salva al poble) et Esne Beltza (Sortzen). Berri Txarrak contribue à des compilations comme Nafarroa, Hitza Dantzan (GOR, 2001), et Tributo a Judas Priest (Zero Records, 2000). Le single Bisai Berriak, composé en 2002, remporte un grand succès.

## Discographie
- 1995 : Maketa
- 1996 : Unreleased demo
- 1997 : Berri Txarrak (GOR Diskak)
- 1999 : Ikasten (GOR Diskak)
- 2001 : Eskuak/Ukabilak (GOR Diskak)
- 2003 : Libre © (GOR Diskak)
- 2005 : Jaio.Musika.Hil (GOR Diskak)
- 2009 : Payola (Roadrunner Records)
- 2011 : Haria (Kaiowas Records)
- 2014 : Denbora da poligrafo bakarra (Only In Dreams)
- 2017 : Infrasoinuak (Only in Dreams)